# شهرستان هاوکینز (تنسی)
شهرستان هاوکینز، تنسی (به انگلیسی: Hawkins County, Tennessee) یک سکونتگاه مسکونی در ایالات متحده آمریکا است که در تنسی واقع شده‌است.

## خصوصیات
شهرستان هاوکینز ۱٬۲۹۴ کیلومترمربع مساحت دارد.